# Тенарон
Те́нарон (греч. Ακρωτήριο Ταίναρο), также известный как Матапа́н, Матапа́с (Κάβο Ματαπάς) — мыс на южном побережье Пелопоннеса, крайняя южная точка материковой Греции. Мыс расположен на оконечности полуострова Мани и отделяет залив Месиниакос от залива Лаконикоса.
Здесь в местечке, называвшемся, по всей вероятности, также Тенарон (Ταίναρον), находился храм Посейдона, служивший местом убежища. В этом храме, по преданию, эфоры подслушали разговор между Павсанием и его посланным.
Вблизи, в пещере, находилась пропасть, считавшаяся входом в подземное царство. Здесь, по преданию, дельфин высадил на берег поэта Ариона.
На мысе Тенар в античности располагался крупный рынок наёмников, где можно было нанять как отдельных солдат, так и целые подразделения с командирами.
С 27 по 29 марта 1941 года у этого мыса британский флот сражался против флота Италии и нанёс итальянцам существенное поражение.